# Эванс, Джеффри (ботаник)
Джёффри Эванс (англ. Geoffrey Evans; 1883—1963) — британский ботаник, исполнявший обязанности директора Королевских ботанических садов в Кью.

## Биография
Эванс родился в Ланкашире, Англия, 26 июня 1883 года. Он учился в школе в Бери и в «Downing College» Кембриджского университета, где получил диплом, окончив обучение по программе сельского хозяйства в 1905 году.
После работы на кафедре сельского хозяйства Кембриджского университета  работал в Индийской сельскохозяйственной службе с 1906 до 1923 года.
С 1927 по 1938 он был управляющим Имперского колледжа тропического сельского хозяйства в Тринидад и работал в Австралии, Фиджи и Новой Гвинее.
Эванс был членом комиссии Британской Гвианы по делам беженцев и Комиссии по высшему образованию в Западной Африке с 1942 до 1943 года и председателем Комиссии по урегулированию в Британской Гвиане и Британском Гондурасе.
В 1938 году Эванс был зачислен в штат в Королевские ботанические сады в Кью, где работал экономическим ботаником (1938—1954), а с 1941 по 1943 год исполняющим обязанности директора.
Джеффри Эванс умер в Мэйфилде, Восточный Суссекс 16 августа 1963 года.